# Tina Barriuso
Valentina Barriuso Gutiérrez más conocida como Tina Barriuso (Burgos, 22 de enero de 1946), es una locutora y escritora española. Es hermana del poeta y político Tino Barriuso y de la cantante y actriz de voz Marta Aurora Barriuso.

## Biografía
Nacida en Burgos, en una familia numerosa de clase media acomodada, a la edad de doce años perdió la capacidad del oído derecho como resultado de una delicada operación cerebral (y ya con 27 años perdería audición en el otro oído, discapacidad física que no ha mermado su capacidad profesional de locutora y actriz). Con tan solo 19 años consigue el  premio a mejor actriz en el Certamen Juvenil Nacional de Teatro, y en 1967 ganó por oposición plaza de locutora en la recién inaugurada Radio Juventud de Burgos se presentó a las oposiciones y comenzó su andadura radiofónica. Tres años después se le concedió el Premio Nacional a la Mejor Actriz del Festival Internacional de Teatro de Sitges. 
En 1971 se trasladó a la capital de España colaborando en varias emisoras (Radio Cadena Española, Cadena SER), en el Cuadro de Actores de RNE y en estudios de doblaje. Como locutora de plantilla de Radio Nacional llegó a presentar y dirigir diversos programas en emisoras de la Casa de la Radio, Golpe a golpe, Semana en Radio 1, Estudio 203 (en Radio Exterior de España), Aventura 92, Ayuda y desarrollo (en Radio 5 Todo Noticias), llegando a hacerse muy popular como 'voz de la noche' en espacios como Madrugada o Contigo en la distancia (durante 17 años), que recibió el Premio UNICEF en 1995, el Premio Reina Sofía de Cruz Roja contra la droga en el 1996, y el Premio INSERSO de Asuntos Sociales y el galardón "Paloma de Mensajeros de la paz", en 1998. Esta lista de premios y reconocimientos dibujan el perfil solidario de la vida profesional de Tina Barriuso. Se jubiló en 2006.
Ha publicado algunos libros de poemas y un Diario de una mujer madura.